# Beru (Insel)
Beru (früher auch bekannt als Eliza, Francis Island, Maria, Peroat, Peruinsel oder Sunday) ist eine Insel im südlichen Teil des Archipels der Gilbertinseln im Pazifischen Ozean. Sie gehört zum Gebiet des Inselstaates Kiribati. Die Insel besteht größtenteils aus einem etwa 14 km langen Riff, das sich von Nordwest nach Südost erstreckt und an der breitesten Stelle etwa 4,75 km breit ist. In der Mitte des Riffs befindet sich die aus seichten Gewässern bestehende Lagune.

## Geographie
Die Insel liegt 96 km östlich des Tabiteuea-Atolls und 426 km südöstlich des Tarawa-Atolls in der Nähe des Äquators. Am Nordende entstand durch den Bau des Kaariraia-Dammes ein nahezu geschlossener, mit Mangroven bewachsener und zur Fischzucht genutzter Lagunenabschnitt. Siedlungen befinden sich entlang der Lagune.
In den kleineren Lagunen an der Nord- und Südspitze wurden Fischteiche angelegt. Die große Lagune hat einen breiten Meereszugang, der jedoch nicht als Hafen genutzt werden kann. Die am nächsten gelegene Insel ist die Insel Nikunau.

## Bevölkerung

### Bevölkerungsstatistik
| Zensus            | 1978 | 2005 | 2010   | 2015   | 2020   |
| ----------------- | ---- | ---- | ------ | ------ | ------ |
| Autukia           | 252  | 204  | 188 ▼  | 181 ▼  | 189 ▲  |
| Tabiang           | 422  | 416  | 399 ▼  | 411 ▲  | 471 ▲  |
| Aoniman           | 120  | 101  | 123 ▲  | 146 ▲  | 156 ▲  |
| Rongorongo        | 49   | 315  | 190 ▼  | 188 ▼  | 181 ▼  |
| Nuka              | 423  | 348  | 443 ▲  | 401 ▼  | 446 ▲  |
| Teteirio          | 84   | 74   | 79 ▲   | 64 ▼   | 97 ▲   |
| Tabukiniberu      | 74   | 97   | 64 ▼   | 96 ▲   | 86 ▼   |
| Temara (Hospital) | 97   | –    | –      | –      | –      |
| Eriko             | 250  | 265  | 259 ▼  | 212 ▼  | 235 ▲  |
| Taboiaki          | 441  | 349  | 354 ▲  | 352 ▼  | 353 ▲  |
| Gesamt            | 2212 | 2169 | 2099 ▼ | 2051 ▼ | 2214 ▲ |

### Bevölkerungsentwicklung
| Zensus | 1947 | 1963 | 1968 | 1973 | 1978 | 1985 | 1990 | 1995 | 2000 | 2005 | 2010 | 2015 | 2020 |
| ------ | ---- | ---- | ---- | ---- | ---- | ---- | ---- | ---- | ---- | ---- | ---- | ---- | ---- |
| Gesamt | 2231 | 2337 | 2412 | 2318 | 2212 | 2702 | 2909 | 2784 | 2732 | 2169 | 2099 | 2051 | 2214 |

Die Insel entsendet zwei Abgeordnete in das kiribatische Parlament Maneaba ni Maungatabu.

## Verkehr
Auf dem südlichen Teil der Insel befindet sich der Flugplatz Beru.